# Dixième circonscription du Nord
La dixième circonscription du Nord est l'une des 21 circonscriptions législatives françaises que compte le département du Nord. Elle est représentée dans la XVIème législature par Gérald Darmanin (EPR).

## Description géographique et démographique

### De 1958 à 1986
À la suite de l'ordonnance n°58-945 du 13 octobre 1958 relative à l'élection des députés à l'assemblée nationale, la dixième circonscription du Nord était créée et regroupait les divisions administratives suivantes : 
- Canton d'Armentières
- canton de Quesnoy-sur-Deûle
- canton de Tourcoing-Nord[1].

### De 1986 à 2010
Par la loi n°86-1197 du 24 novembre 1986
, de découpage électoral, la circonscription regroupait les divisions administratives suivantes :
- Canton de Tourcoing-Nord
- Canton de Tourcoing-Nord-Est.

Située au nord de l'agglomération lilloise, elle recouvre une partie de la ville de Tourcoing ainsi que des communes péri-urbaines de la vallée de la Lys : Bousbecque, Neuville-en-Ferrain, Linselles, Halluin et Roncq.

### Depuis 2010
L'ordonnance n° 2009-935 du 29 juillet 2009, ratifiée par le Parlement français le 21 janvier 2010, n'a pas modifié la composition de cette circonscription.
D'après le recensement général de la population en 1999, réalisé par l'Institut national de la statistique et des études économiques (INSEE), la population totale de cette circonscription est estimée à 111 086 habitants,.

### Pyramide des âges
| Hommes | Classe d’âge   | Femmes |
| ------ | -------------- | ------ |
| 6      | 65 ans et plus | 9      |
| 28     | 20 à 64 ans    | 29     |
| 14     | 0 à 19 ans     | 14     |

### Catégorie socio-professionnelle
Répartition de la population active par catégorie socio-professionnelle en 2013
| Agriculteurs | Artisans, commerçants, chefs d'entreprise | Cadres, professions intellectuelles | Professions intermédiaires | Employés | Ouvriers | Retraités | Autres |
| ------------ | ----------------------------------------- | ----------------------------------- | -------------------------- | -------- | -------- | --------- | ------ |
| 0,1 %        | 2,5 %                                     | 6,3 %                               | 13,3 %                     | 17,7 %   | 17,4 %   | 22,6 %    | 20,0 % |

## Description politique
La dixième circonscription du Nord est une circonscription relativement ouverte. En effet, si les quartiers populaires de la ville de Tourcoing sont plutôt acquis à la gauche et au Front national, la droite équilibre ses scores grâce à sa prééminence dans la partie périurbaine de la circonscription. Ainsi, de 1988 à 2002, la circonscription a basculé à chaque élection, le Front national s'étant maintenu au second tour à deux reprises, en 1993 et 1997.

## Historique des députations
| Législature | Début de mandat | Fin de mandat  | Député               | Parti politique       | Observations                                                                               |
| ----------- | --------------- | -------------- | -------------------- | --------------------- | ------------------------------------------------------------------------------------------ |
| Ire         | 9 décembre 1958 | 9 octobre 1962 | Maurice Schumann     | UNR                   | Mandat écourté à la suite d'une dissolution parlementaire décidée par Charles de Gaulle.   |
| IIe         | 6 décembre 1962 | 2 avril 1967   | Maurice Schumann     | Centre démocratique   |                                                                                            |
| IIIe        | 3 avril 1967    | 30 mai 1968    | Maurice Schumann     | App. UNR              | Mandat écourté à la suite d'une dissolution parlementaire décidée par Charles de Gaulle.   |
| IVe         | 11 juillet 1968 | 1er avril 1973 | Maurice Schumann     | UDR                   | Nommé au gouvernement le 12.08.1968 suppléant Adrien Verkindère                            |
| Ve          | 2 avril 1973    | 2 avril 1978   | Gérard Haesebroeck   | PS                    |                                                                                            |
| VIe         | 3 avril 1978    | 22 mai 1981    | Gérard Haesebroeck   | PS                    | Mandat écourté à la suite d'une dissolution parlementaire décidée par François Mitterrand. |
| VIIe        | 2 juillet 1981  | 1er avril 1986 | Gérard Haesebroeck   | PS                    |                                                                                            |
| IXe         | 23 juin 1988    | 1er avril 1993 | Jean-Pierre Balduyck | PS                    |                                                                                            |
| Xe          | 2 avril 1993    | 21 avril 1997  | Christian Vanneste,  | RPR-UDF,              | Mandat écourté à la suite d'une dissolution parlementaire décidée par Jacques Chirac.      |
| XIe         | 12 juin 1997    | 18 juin 2002   | Jean-Pierre Balduyck | PS                    | Maire de Tourcoing                                                                         |
| XIIe        | 19 juin 2002    | 19 juin 2007   | Christian Vanneste,  | UMP,                  |                                                                                            |
| XIIIe       | 20 juin 2007    | 19 juin 2012   | Christian Vanneste,  | UMP puis RPF,         |                                                                                            |
| XIVe        | 20 juin 2012    | 20 juin 2017   | Gérald Darmanin      | UMP                   |                                                                                            |
| XVe         | 21 juin 2017    | 21 juin 2022   | Vincent Ledoux       | LR (2017) Agir (2017) |                                                                                            |
| XVIe        | 22 juin 2022    | 9 juin 2024    | Gérald Darmanin      | Renaissance           | Mandat écourté à la suite d'une dissolution parlementaire décidée par Emmanuel Macron.     |

## Historiques des élections

### Élections de 1958
| Candidat       | Candidat             | Parti          | Premier tour | Premier tour | Second tour | Second tour |  |
| Candidat       | Candidat             | Parti          | Voix         | %            | Voix        | %           |  |
| -------------- | -------------------- | -------------- | ------------ | ------------ | ----------- | ----------- |  |
|                | Maurice Schumann élu | MRP            | 19 530       | 33,83        | 24 723      | 43,65       |  |
|                | Paul Theeten         | CNIP           | 16 035       | 27,77        | 18 631      | 32,89       |  |
|                | Charles Minnekeer    | PCF            | 11 419       | 19,78        | 13 289      | 23,46       |  |
|                | Georges Baert        | SFIO           | 10 749       | 18,62        | Retrait     | Retrait     |  |
|                |                      |                |              |              |             |             |  |
| Inscrits       | Inscrits             | Inscrits       | 66 314       | 100,00       | 66 215      | 100,00      |  |
| Abstentions    | Abstentions          | Abstentions    | 7 081        | 10,68        | 7 566       | 11,43       |  |
| Votants        | Votants              | Votants        | 59 233       | 89,32        | 58 649      | 88,57       |  |
| Blancs et nuls | Blancs et nuls       | Blancs et nuls | 1 500        | 2,53         | 2 006       | 3,42        |  |
| Exprimés       | Exprimés             | Exprimés       | 57 733       | 97,47        | 56 643      | 96,58       |  |

Le suppléant de Maurice Schumann était Paul Delmotte, conseiller général du canton de Tourcoing-Nord, maire de Linselles, ancien député.

### Élections de 1962
| Candidat       | Candidat                       | Parti          | Premier tour | Premier tour | Second tour | Second tour |  |
| Candidat       | Candidat                       | Parti          | Voix         | %            | Voix        | %           |  |
| -------------- | ------------------------------ | -------------- | ------------ | ------------ | ----------- | ----------- |  |
|                | Maurice Schumann sortant réélu | MRP            | 24 970       | 46,12        | 32 280      | 57,94       |  |
|                | Gérard Haesebroeck             | SFIO           | 11 590       | 21,41        | 23 430      | 42,06       |  |
|                | Charles Minnekeer              | PCF            | 10 448       | 19,3         | Retrait     | Retrait     |  |
|                | Jacques Houssin                | Modérés        | 7 131        | 13,17        | Retrait     | Retrait     |  |
|                |                                |                |              |              |             |             |  |
| Inscrits       | Inscrits                       | Inscrits       | 66 632       | 100,00       | 66 632      | 100,00      |  |
| Abstentions    | Abstentions                    | Abstentions    | 10 854       | 16,29        | 8 726       | 13,1        |  |
| Votants        | Votants                        | Votants        | 55 778       | 83,71        | 57 906      | 86,9        |  |
| Blancs et nuls | Blancs et nuls                 | Blancs et nuls | 1 639        | 2,94         | 2 196       | 3,79        |  |
| Exprimés       | Exprimés                       | Exprimés       | 54 139       | 97,06        | 55 710      | 96,21       |  |

Le suppléant de Maurice Schumann était Paul Delmotte. Paul Delmotte est décédé le 20 mars 1965.

### Élections de 1967
|                | Maurice Schumann sortant réélu | UD-Ve          | 32 321 | 53,48  |  |  |  |
|                | Gérard Haesebroeck             | SFIO (FGDS)    | 15 035 | 24,88  |  |  |  |
|                | Jules Gilles                   | PCF            | 13 079 | 21,64  |  |  |  |
|                |                                |                |        |        |  |  |  |
| Inscrits       | Inscrits                       | Inscrits       | 68 107 | 100,00 |  |  |  |
| Abstentions    | Abstentions                    | Abstentions    | 5 982  | 8,78   |  |  |  |
| Votants        | Votants                        | Votants        | 62 125 | 91,22  |  |  |  |
| Blancs et nuls | Blancs et nuls                 | Blancs et nuls | 1 690  | 2,72   |  |  |  |
| Exprimés       | Exprimés                       | Exprimés       | 60 435 | 97,28  |  |  |  |

Le suppléant de Maurice Schumann était Adrien Verkindère, contremaitre, maire adjoint d'Halluin. Adrien Verkindère remplaça Maurice Schumann, nommé membre du gouvernement, du 8 mai 1967 au 30 mai 1968.

### Élections de 1968
|                | Maurice Schumann sortant réélu | UDR (URP)      | 31 896 | 52,53  |  |  |  |
|                | Gérard Haesebroeck             | SFIO (FGDS)    | 12 134 | 19,98  |  |  |  |
|                | Charles Minnekeer              | PCF            | 10 944 | 18,02  |  |  |  |
|                | Gérard Vandaele                | CD (PDM)       | 4 596  | 7,57   |  |  |  |
|                | Jean-Marie Chombeau            | PSU            | 1 154  | 1,9    |  |  |  |
|                |                                |                |        |        |  |  |  |
| Inscrits       | Inscrits                       | Inscrits       | 69 374 | 100,00 |  |  |  |
| Abstentions    | Abstentions                    | Abstentions    | 7 665  | 11,05  |  |  |  |
| Votants        | Votants                        | Votants        | 61 709 | 88,95  |  |  |  |
| Blancs et nuls | Blancs et nuls                 | Blancs et nuls | 985    | 1,6    |  |  |  |
| Exprimés       | Exprimés                       | Exprimés       | 60 724 | 98,4   |  |  |  |

Le suppléant de Maurice Schumann était Adrien Verkindère. Adrien Verkindère remplaça Maurice Schumann, nommé membre du gouvernement, du 13 août 1968 au 1er avril 1973.

### Élections de 1973
| Candidat       | Candidat                 | Parti          | Premier tour | Premier tour | Second tour | Second tour |  |
| Candidat       | Candidat                 | Parti          | Voix         | %            | Voix        | %           |  |
| -------------- | ------------------------ | -------------- | ------------ | ------------ | ----------- | ----------- |  |
|                | Maurice Schumann sortant | UDR (URP)      | 24 690       | 38,15        | 32 475      | 49,73       |  |
|                | Gérard Haesebroeck élu   | PS (UGSD)      | 17 549       | 27,12        | 32 833      | 50,27       |  |
|                | Yves Croes               | PCF            | 12 486       | 19,29        | Retrait     | Retrait     |  |
|                | Jacques Houssin          | Divers droite  | 4 856        | 7,5          |             |             |  |
|                | Gérard Vandaele          | CD (MR)        | 3 987        | 6,16         |             |             |  |
|                | Yves Labillois           | FN             | 643          | 0,99         |             |             |  |
|                | Stéphane Van Elslande    | FP             | 507          | 0,78         |             |             |  |
|                |                          |                |              |              |             |             |  |
| Inscrits       | Inscrits                 | Inscrits       | 73 902       | 100,00       | 73 902      | 100,00      |  |
| Abstentions    | Abstentions              | Abstentions    | 7 732        | 10,46        | 7 043       | 9,53        |  |
| Votants        | Votants                  | Votants        | 66 170       | 89,54        | 66 859      | 90,47       |  |
| Blancs et nuls | Blancs et nuls           | Blancs et nuls | 1 452        | 2,19         | 1 551       | 2,32        |  |
| Exprimés       | Exprimés                 | Exprimés       | 64 718       | 97,81        | 65 308      | 97,68       |  |

Le suppléant de Gérard Haesebroeck était Alexandre Faidherbe, adjoint au maire d'Halluin.

### Élections de 1978
| Candidat       | Candidat                         | Parti          | Premier tour | Premier tour | Second tour | Second tour |  |
| Candidat       | Candidat                         | Parti          | Voix         | %            | Voix        | %           |  |
| -------------- | -------------------------------- | -------------- | ------------ | ------------ | ----------- | ----------- |  |
|                | Jacques Houssin                  | RPR            | 26 870       | 35,7         | 37 946      | 49,76       |  |
|                | Gérard Haesebroeck sortant réélu | PS             | 22 234       | 29,54        | 38 309      | 50,24       |  |
|                | Pierre Demessine                 | PCF            | 14 226       | 18,9         | Retrait     | Retrait     |  |
|                | Michel Vantichelen               | UDF (Rad)      | 4 832        | 6,42         |             |             |  |
|                | Philippe Caron                   | Écologie 78    | 3 022        | 4,02         |             |             |  |
|                | Stéphane Van Elslande            | Divers (GO)    | 936          | 1,24         |             |             |  |
|                | Roger Dhillit                    | Divers droite  | 920          | 1,22         |             |             |  |
|                | Marie-Cécile Pilatus             | LO             | 830          | 1,1          |             |             |  |
|                | Sylvain Pruvost                  | PSD            | 746          | 0,99         |             |             |  |
|                | Louis Willemetz                  | PSU (FA)       | 645          | 0,86         |             |             |  |
|                |                                  |                |              |              |             |             |  |
| Inscrits       | Inscrits                         | Inscrits       | 85 496       | 100,00       | 85 479      | 100,00      |  |
| Abstentions    | Abstentions                      | Abstentions    | 8 541        | 9,99         | 7 585       | 8,87        |  |
| Votants        | Votants                          | Votants        | 76 955       | 90,01        | 77 894      | 91,13       |  |
| Blancs et nuls | Blancs et nuls                   | Blancs et nuls | 1 694        | 2,2          | 1 639       | 2,1         |  |
| Exprimés       | Exprimés                         | Exprimés       | 75 261       | 97,8         | 76 255      | 97,9        |  |

Le suppléant de Gérard Haesebroeck était Robert Vantomme.

### Élections de 1981
| Candidat       | Candidat                         | Parti          | Premier tour | Premier tour | Second tour | Second tour |  |
| Candidat       | Candidat                         | Parti          | Voix         | %            | Voix        | %           |  |
| -------------- | -------------------------------- | -------------- | ------------ | ------------ | ----------- | ----------- |  |
|                | Gérard Haesebroeck sortant réélu | PS             | 28 546       | 41,71        | 39 521      | 55,82       |  |
|                | Jacques Houssin                  | RPR (UNM)      | 27 958       | 40,85        | 31 275      | 44,18       |  |
|                | Pierre Demessine                 | PCF            | 9 125        | 13,33        |             |             |  |
|                | Philippe Caron                   | MÉP            | 2 250        | 3,29         |             |             |  |
|                | Louis Dochy                      | PFN            | 555          | 0,81         |             |             |  |
|                |                                  |                |              |              |             |             |  |
| Inscrits       | Inscrits                         | Inscrits       | 88 196       | 100,00       | 88 197      | 100,00      |  |
| Abstentions    | Abstentions                      | Abstentions    | 18 713       | 21,22        | 15 732      | 17,84       |  |
| Votants        | Votants                          | Votants        | 69 483       | 78,78        | 72 465      | 82,16       |  |
| Blancs et nuls | Blancs et nuls                   | Blancs et nuls | 1 049        | 1,51         | 1 669       | 2,3         |  |
| Exprimés       | Exprimés                         | Exprimés       | 68 434       | 98,49        | 70 796      | 97,7        |  |

Le suppléant de Gérard Haesebroeck était Robert Vantomme.

### Élections de 1988
| Candidat       | Candidat                     | Parti          | Premier tour | Premier tour | Second tour | Second tour |  |
| Candidat       | Candidat                     | Parti          | Voix         | %            | Voix        | %           |  |
| -------------- | ---------------------------- | -------------- | ------------ | ------------ | ----------- | ----------- |  |
|                | Jean-Pierre Balduyck élu     | PS             | 17 636       | 40,05        | 24 669      | 53,54       |  |
|                | Stéphane Dermaux sortant     | UDF (PR) (URC) | 15 000       | 34,06        | 21 407      | 46,46       |  |
|                | Christian Baeckeroot sortant | FN             | 8 112        | 18,42        |             |             |  |
|                | Francine Vanoverberghe       | PCF            | 3 286        | 7,46         |             |             |  |
|                |                              |                |              |              |             |             |  |
| Inscrits       | Inscrits                     | Inscrits       | 66 310       | 100,00       | 66 310      | 100,00      |  |
| Abstentions    | Abstentions                  | Abstentions    | 21 216       | 32           | 18 680      | 28,17       |  |
| Votants        | Votants                      | Votants        | 45 094       | 68           | 47 630      | 71,83       |  |
| Blancs et nuls | Blancs et nuls               | Blancs et nuls | 1 060        | 2,35         | 1 554       | 3,26        |  |
| Exprimés       | Exprimés                     | Exprimés       | 44 034       | 97,65        | 46 076      | 96,74       |  |

Le suppléant de Jean-Pierre Balduyck était Alex Faidherbe, directeur d'école, conseiller général, conseiller municipal d'Halluin.

### Élections de 1993
| Candidat       | Candidat                     | Parti          | Premier tour | Premier tour | Second tour | Second tour |  |
| Candidat       | Candidat                     | Parti          | Voix         | %            | Voix        | %           |  |
| -------------- | ---------------------------- | -------------- | ------------ | ------------ | ----------- | ----------- |  |
|                | Christian Vanneste élu       | RPR (UPF)      | 14 670       | 32,09        | 18 578      | 38,6        |  |
|                | Christian Baeckeroot         | FN             | 12 343       | 27           | 13 178      | 27,38       |  |
|                | Jean-Pierre Balduyck sortant | PS (ADFP)      | 10 733       | 23,48        | 16 372      | 34,02       |  |
|                | Michel-Antoine Callens       | Les Verts (EÉ) | 2 917        | 6,38         |             |             |  |
|                | Francine Vanoverberghe       | PCF            | 2 721        | 5,95         |             |             |  |
|                | Valerie Diduch               | LT-LNÉ         | 1 940        | 4,24         |             |             |  |
|                | Bénédicte Bader-Goetz        | AP             | 391          | 0,86         |             |             |  |
|                | Odile Lefebvre               | PLN            | 2            | 0            |             |             |  |
|                |                              |                |              |              |             |             |  |
| Inscrits       | Inscrits                     | Inscrits       | 69 367       | 100,00       | 69 367      | 100,00      |  |
| Abstentions    | Abstentions                  | Abstentions    | 21 589       | 31,12        | 19 458      | 28,05       |  |
| Votants        | Votants                      | Votants        | 47 778       | 68,88        | 49 909      | 71,95       |  |
| Blancs et nuls | Blancs et nuls               | Blancs et nuls | 2 061        | 4,31         | 1 781       | 3,57        |  |
| Exprimés       | Exprimés                     | Exprimés       | 45 717       | 95,69        | 48 128      | 96,43       |  |

Le suppléant de Christian Vanneste était Henri Desmettre, pharmacien, maire de Roncq, conseiller général du canton de Tourcoing-Nord.

### Élections de 1997
| Candidat       | Candidat                   | Parti          | Premier tour | Premier tour | Second tour | Second tour |  |
| Candidat       | Candidat                   | Parti          | Voix         | %            | Voix        | %           |  |
| -------------- | -------------------------- | -------------- | ------------ | ------------ | ----------- | ----------- |  |
|                | Jean-Pierre Balduyck élu   | PS             | 13 532       | 29,61        | 20 991      | 42,55       |  |
|                | Christian Vanneste sortant | RPR            | 12 194       | 26,68        | 18 733      | 37,97       |  |
|                | Christian Baeckeroot       | FN             | 11 496       | 25,15        | 9 610       | 19,48       |  |
|                | Dominique de Clercq-Danel  | PCF            | 2 750        | 6,02         |             |             |  |
|                | Bruno Vargiu               | LO             | 1 380        | 3,02         |             |             |  |
|                | Patrick Beeusart           | GÉ             | 1 260        | 2,76         |             |             |  |
|                | Patrice Desrumeaux         | CNIP (LDI)     | 1 061        | 2,32         |             |             |  |
|                | Colette Hagard             | LT-LNÉ         | 946          | 2,07         |             |             |  |
|                | Farid Zighem               | Divers gauche  | 522          | 1,14         |             |             |  |
|                | Pierre Bouchery            | US4J           | 469          | 1,03         |             |             |  |
|                | René Giot                  | Divers droite  | 95           | 0,21         |             |             |  |
|                |                            |                |              |              |             |             |  |
| Inscrits       | Inscrits                   | Inscrits       | 70 855       | 100,00       | 70 855      | 100,00      |  |
| Abstentions    | Abstentions                | Abstentions    | 23 064       | 32,55        | 19 962      | 28,17       |  |
| Votants        | Votants                    | Votants        | 47 791       | 67,45        | 50 893      | 71,83       |  |
| Blancs et nuls | Blancs et nuls             | Blancs et nuls | 2 086        | 4,36         | 1 559       | 3,06        |  |
| Exprimés       | Exprimés                   | Exprimés       | 45 705       | 95,64        | 49 334      | 96,94       |  |

Le suppléant de Jean-Pierre Balduyck était Alex Faidherbe, maire d'Halluin, directeur d'école retraité, élu conseiller général du canton de Tourcoing-Nord en 1998.

### Élections de 2002
| Candidat       | Candidat                     | Parti             | Premier tour | Premier tour | Second tour | Second tour |  |
| Candidat       | Candidat                     | Parti             | Voix         | %            | Voix        | %           |  |
| -------------- | ---------------------------- | ----------------- | ------------ | ------------ | ----------- | ----------- |  |
|                | Christian Vanneste élu       | UMP               | 13 503       | 32,38        | 21 806      | 56,41       |  |
|                | Jean-Pierre Balduyck sortant | PS                | 13 368       | 32,06        | 16 852      | 43,59       |  |
|                | Christian Baeckeroot         | FN                | 8 217        | 19,7         |             |             |  |
|                | Catherine Bacon              | UDF               | 2 837        | 6,8          |             |             |  |
|                | Simone Scharly               | Les Verts         | 765          | 1,83         |             |             |  |
|                | Philippe Clouet              | LO                | 708          | 1,7          |             |             |  |
|                | Colette Hagard               | Divers écologiste | 633          | 1,52         |             |             |  |
|                | Daniele Skiljan              | LCR               | 437          | 1,05         |             |             |  |
|                | Annie Delobel                | MNR               | 291          | 0,7          |             |             |  |
|                | Marcelle Maes                | Pôle républicain  | 284          | 0,68         |             |             |  |
|                | Dominique Willemyns          | MÉI               | 261          | 0,63         |             |             |  |
|                | Myriam Duriez                | CPNT              | 213          | 0,51         |             |             |  |
|                | Nathalie Willemetz           | Extrême gauche    | 162          | 0,39         |             |             |  |
|                | Michèle Nollet               | PCF               | 23           | 0,06         |             |             |  |
|                | Nicole Turmel                | Divers écologiste | 0            | 0            |             |             |  |
|                |                              |                   |              |              |             |             |  |
| Inscrits       | Inscrits                     | Inscrits          | 73 773       | 100,00       | 74 073      | 100,00      |  |
| Abstentions    | Abstentions                  | Abstentions       | 31 310       | 42,44        | 33 858      | 45,71       |  |
| Votants        | Votants                      | Votants           | 42 463       | 57,56        | 40 215      | 54,29       |  |
| Blancs et nuls | Blancs et nuls               | Blancs et nuls    | 761          | 1,79         | 1 557       | 3,87        |  |
| Exprimés       | Exprimés                     | Exprimés          | 41 702       | 98,21        | 38 658      | 96,13       |  |

Le suppléant de Christian Vanneste était Christian Desmet, adjoint au maire de Neuville-en-Ferrain.

### Élections de 2007
| Candidat       | Candidat                         | Parti          | Premier tour | Premier tour | Second tour | Second tour |  |
| Candidat       | Candidat                         | Parti          | Voix         | %            | Voix        | %           |  |
| -------------- | -------------------------------- | -------------- | ------------ | ------------ | ----------- | ----------- |  |
|                | Christian Vanneste sortant réélu | UMP (CNIP)     | 18 058       | 46,26        | 21 719      | 58,56       |  |
|                | Najat Azmy                       | PS             | 8 235        | 21,1         | 15 367      | 41,44       |  |
|                | Marie-Paule Heible               | UDF–MoDem      | 3 560        | 9,12         |             |             |  |
|                | Christian Baeckeroot             | FN             | 3 199        | 8,19         |             |             |  |
|                | Alain Lambre                     | PCF            | 1 424        | 3,65         |             |             |  |
|                | Bernard Despierre                | Les Verts      | 1 354        | 3,47         |             |             |  |
|                | Yann Merlevède                   | LCR            | 1 103        | 2,83         |             |             |  |
|                | Régis Debliqui                   | LO             | 736          | 1,89         |             |             |  |
|                | Laurence Hernoult                | LT-LNÉ         | 546          | 1,4          |             |             |  |
|                | David Legauffre                  | MNR            | 307          | 0,79         |             |             |  |
|                | Pascale Risbourg                 | MRC            | 259          | 0,66         |             |             |  |
|                | Simina Cirjean                   | Divers         | 255          | 0,65         |             |             |  |
|                |                                  |                |              |              |             |             |  |
| Inscrits       | Inscrits                         | Inscrits       | 78 409       | 100,00       | 78 409      | 100,00      |  |
| Abstentions    | Abstentions                      | Abstentions    | 38 365       | 48,93        | 39 460      | 50,33       |  |
| Votants        | Votants                          | Votants        | 40 044       | 51,07        | 38 949      | 49,67       |  |
| Blancs et nuls | Blancs et nuls                   | Blancs et nuls | 1 008        | 2,52         | 1 863       | 4,78        |  |
| Exprimés       | Exprimés                         | Exprimés       | 39 036       | 97,48        | 37 086      | 95,22       |  |

### Élections de 2012
| Candidat       | Candidat                   | Parti          | Premier tour | Premier tour | Second tour | Second tour |  |
| Candidat       | Candidat                   | Parti          | Voix         | %            | Voix        | %           |  |
| -------------- | -------------------------- | -------------- | ------------ | ------------ | ----------- | ----------- |  |
|                | Zina Dahmani               | PS             | 11 550       | 30,77        | 16 100      | 45,12       |  |
|                | Gérald Darmanin élu        | UMP            | 9 355        | 24,93        | 19 585      | 54,88       |  |
|                | Jean-Richard Sulzer        | FN (RBM)       | 6 780        | 18,06        |             |             |  |
|                | Christian Vanneste sortant | RPF            | 4 922        | 13,11        |             |             |  |
|                | Dominique de Clercq Danel  | PCF (FG)       | 1 651        | 4,40         |             |             |  |
|                | Frédéric Lefebvre          | MoDem (CpF)    | 947          | 2,52         |             |             |  |
|                | Bernard Despierre          | EÉLV (MÉI)     | 908          | 2,42         |             |             |  |
|                | Maurice Hernoult           | LT-LNÉ         | 403          | 1,07         |             |             |  |
|                | Christophe Charlon         | LO             | 315          | 0,84         |             |             |  |
|                | Ahmed Cheurfi              | PRG            | 250          | 0,67         |             |             |  |
|                | Marie-Simone Poublon       | Divers gauche  | 161          | 0,43         |             |             |  |
|                | Philippe Clouet            | NPA            | 159          | 0,42         |             |             |  |
|                | Oueb Leuchi                | AÉI            | 131          | 0,35         |             |             |  |
|                |                            |                |              |              |             |             |  |
| Inscrits       | Inscrits                   | Inscrits       | 80 361       | 100,00       | 80 361      | 100,00      |  |
| Abstentions    | Abstentions                | Abstentions    | 42 220       | 52,54        | 43 049      | 53,57       |  |
| Votants        | Votants                    | Votants        | 38 141       | 47,46        | 37 312      | 46,43       |  |
| Blancs et nuls | Blancs et nuls             | Blancs et nuls | 609          | 1,6          | 1 627       | 4,36        |  |
| Exprimés       | Exprimés                   | Exprimés       | 37 532       | 98,4         | 35 685      | 95,64       |  |

### Élections partielles de 2016
À la suite de la démission de Gérald Darmanin après son élection aux régionales de 2015, des élections législatives sont convoquées les 13 et 20 mars 2016.
| Candidat       | Candidat           | Parti          | Premier tour | Premier tour | Second tour | Second tour |  |
| Candidat       | Candidat           | Parti          | Voix         | %            | Voix        | %           |  |
| -------------- | ------------------ | -------------- | ------------ | ------------ | ----------- | ----------- |  |
|                | Vincent Ledoux élu | UMP            | 8 080        | 46,84        | 11 339      | 67,92       |  |
|                | Virginie Rosez     | FN             | 4 350        | 25,22        | 5 355       | 32,08       |  |
|                | Alain Mezrag       | PS             | 1 939        | 11,24        |             |             |  |
|                | Olivier Descamps   | Les Verts      | 1 018        | 5,90         |             |             |  |
|                | Thierry Combas     | PCF (FG)       | 880          | 5,10         |             |             |  |
|                | Christophe Charlon | LO             | 511          | 2,96         |             |             |  |
|                | Nicolas Rousseaux  | Divers droite  | 257          | 1,49         |             |             |  |
|                | Guillaume Haelters | MRC            | 214          | 1,24         |             |             |  |
|                |                    |                |              |              |             |             |  |
| Inscrits       | Inscrits           | Inscrits       | 82 417       | 100,00       | 82 417      | 100,00      |  |
| Abstentions    | Abstentions        | Abstentions    | 64 536       | 78,3         | 64 288      | 78          |  |
| Votants        | Votants            | Votants        | 17 881       | 21,7         | 18 129      | 22          |  |
| Blancs et nuls | Blancs et nuls     | Blancs et nuls | 632          | 3,53         | 1 435       | 7,92        |  |
| Exprimés       | Exprimés           | Exprimés       | 17 249       | 96,47        | 16 694      | 92,08       |  |

### Élections de 2017
|                                                                     |                                                                                         |                           |                           |                          |                          |
|                                                                     |                                                                                         | Premier tour 11 juin 2017 | Premier tour 11 juin 2017 | Second tour 18 juin 2017 | Second tour 18 juin 2017 |
|                                                                     |                                                                                         |                           |                           |                          |                          |
|                                                                     |                                                                                         | Nombre                    | % des inscrits            | Nombre                   | % des inscrits           |
| Inscrits                                                            | Inscrits                                                                                | 82 008                    | 100,00                    | 82 008                   | 100,00                   |
| Abstentions                                                         | Abstentions                                                                             | 50 235                    | 61,26                     | 55 525                   | 67,71                    |
| Votants                                                             | Votants                                                                                 | 31 773                    | 38,74                     | 26 483                   | 32,29                    |
|                                                                     |                                                                                         |                           | % des votants             |                          | % des votants            |
| Bulletins blancs                                                    | Bulletins blancs                                                                        | 443                       | 1,39                      | 1 989                    | 7,51                     |
| Bulletins nuls                                                      | Bulletins nuls                                                                          | 191                       | 0,60                      | 952                      | 3,59                     |
| Suffrages exprimés                                                  | Suffrages exprimés                                                                      | 31 139                    | 98,00                     | 23 542                   | 88,89                    |
|                                                                     |                                                                                         |                           |                           |                          |                          |
| Candidat Étiquette politique (partis et alliances)                  | Candidat Étiquette politique (partis et alliances)                                      | Voix                      | % des exprimés            | Voix                     | % des exprimés           |
|                                                                     |                                                                                         |                           |                           |                          |                          |
|                                                                     | Vincent Ledoux (député sortant) Les Républicains (Union des démocrates et indépendants) | 8 385                     | 26,93                     | 13 168                   | 55,93                    |
|                                                                     | Sophie Taïeb La République en marche !                                                  | 8 335                     | 26,77                     | 10 374                   | 44,07                    |
|                                                                     | Virginie Rosez Front national                                                           | 5 734                     | 18,41                     |                          |                          |
|                                                                     | Adélie Cormont La France insoumise                                                      | 3 886                     | 12,48                     |                          |                          |
|                                                                     | Yasmina Chigri Parti socialiste                                                         | 1 581                     | 5,08                      |                          |                          |
|                                                                     | Olivier Descamps Europe Écologie Les Verts                                              | 1 064                     | 3,42                      |                          |                          |
|                                                                     | Jocelyne Lefebvre Parti communiste français                                             | 487                       | 1,56                      |                          |                          |
|                                                                     | Frédéric Debruyne Debout la France                                                      | 444                       | 1,43                      |                          |                          |
|                                                                     | Christian Baeckeroot Parti de la France                                                 | 428                       | 1,37                      |                          |                          |
|                                                                     | Christophe Charlon Lutte ouvrière                                                       | 294                       | 0,94                      |                          |                          |
|                                                                     | Oueb Leuchi Écologiste                                                                  | 230                       | 0,74                      |                          |                          |
|                                                                     | Olivier Durnez Union populaire républicaine                                             | 163                       | 0,52                      |                          |                          |
|                                                                     | Bernard Dujardin Divers droite                                                          | 77                        | 0,25                      |                          |                          |
|                                                                     | Léa Deturche Divers                                                                     | 31                        | 0,10                      |                          |                          |
| Source : Ministère de l'Intérieur - Dixième circonscription du Nord |                                                                                         |                           |                           |                          |                          |

### Élections de 2022
| Résultats des élections législatives des 12 et 19 juin 2022 de la 10e circonscription du Nord |                          |                          |                          |              |              |             |             |
| Candidat                                                                                      | Candidat                 | Parti et coalition       | Nuance                   | Premier tour | Premier tour | Second tour | Second tour |
| Candidat                                                                                      | Candidat                 | Parti et coalition       | Nuance                   | Voix         | %            | Voix        | %           |
|                                                                                               | Gérald Darmanin          | LREM (ENS)               | ENS                      | 11 950       | 39,08        | 16 193      | 57,52       |
|                                                                                               | Leslie Mortreux          | REV (NUPES)              | NUP                      | 7 059        | 23,08        | 11 957      | 42,48       |
|                                                                                               | Mélanie d'Hont           | RN                       | RN                       | 6 709        | 21,94        |             |             |
|                                                                                               | Louis Bleuzé             | REC                      | REC                      | 1 035        | 3,38         |             |             |
|                                                                                               | Jérôme Garcia            | LR (UDC)                 | LR                       | 934          | 3,05         |             |             |
|                                                                                               | Oueb Leuchi              | EAC                      | ECO                      | 915          | 2,99         |             |             |
|                                                                                               | Romain Van Gansen        | PA                       | ECO                      | 794          | 2,60         |             |             |
|                                                                                               | Christophe Charlon       | LO                       | DXG                      | 483          | 1,58         |             |             |
|                                                                                               | Valérie Dumortier        | LP (UPF)                 | DSV                      | 390          | 1,28         |             |             |
|                                                                                               | Marcelin Brazon          | RES                      | DVD                      | 310          | 1,01         |             |             |
| Votes valides                                                                                 | Votes valides            | Votes valides            | Votes valides            | 30 579       | 97,83        | 28 150      | 92,95       |
| Votes blancs                                                                                  | Votes blancs             | Votes blancs             | Votes blancs             | 501          | 1,60         | 1 478       | 4,88        |
| Votes nuls                                                                                    | Votes nuls               | Votes nuls               | Votes nuls               | 177          | 0,57         | 657         | 2,17        |
| Total                                                                                         | Total                    | Total                    | Total                    | 31 257       | 100          | 30 285      | 100         |
| Abstention                                                                                    | Abstention               | Abstention               | Abstention               | 50 965       | 61,98        | 51 965      | 63,18       |
| Inscrits / participation                                                                      | Inscrits / participation | Inscrits / participation | Inscrits / participation | 82 222       | 38,02        | 82 250      | 36,82       |

### Élections de 2024
| Candidat                 | Candidat                 | Parti et coalition       | Nuance                   | Premier tour | Premier tour | Second tour | Second tour |
| Candidat                 | Candidat                 | Parti et coalition       | Nuance                   | Voix         | %            | Voix        | %           |
| ------------------------ | ------------------------ | ------------------------ | ------------------------ | ------------ | ------------ | ----------- | ----------- |
|                          | Gérald Darmanin          | RE (ENS)                 | ENS                      | 17 512       | 36,03        | 28 603      | 61,37       |
|                          | Bastien Verbrugghe       | LAF (RN)                 | RN                       | 16 675       | 34,31        | 18 001      | 38,63       |
|                          | Leslie Mortreux          | REV (NFP)                | UG                       | 12 065       | 24,83        | Retrait     | Retrait     |
|                          | Jérôme Garcia            | LR (UDC)                 | DVD                      | 1 447        | 2,98         |             |             |
|                          | Christophe Charlon       | LO                       | EXG                      | 535          | 1,10         |             |             |
|                          | Gustave Viguié-Desplaces | REC                      | REC                      | 249          | 0,51         |             |             |
|                          | Marcellin Brazon         | RES                      | DVD                      | 118          | 0,25         |             |             |
|                          |                          |                          |                          |              |              |             |             |
| Suffrages exprimés       | Suffrages exprimés       | Suffrages exprimés       | Suffrages exprimés       | 48 601       | 97,81        | 46 604      | 95,27       |
| Votes blancs             | Votes blancs             | Votes blancs             | Votes blancs             | 814          | 1,64         | 1 719       | 3,51        |
| Votes nuls               | Votes nuls               | Votes nuls               | Votes nuls               | 276          | 0,56         | 593         | 1,21        |
| Total                    | Total                    | Total                    | Total                    | 49 691       | 100          | 48 916      | 100         |
| Abstention               | Abstention               | Abstention               | Abstention               | 33 501       | 40,27        | 34 309      | 41,22       |
| Inscrits / participation | Inscrits / participation | Inscrits / participation | Inscrits / participation | 83 192       | 59,73        | 83 225      | 58,78       |